# Luis Zarazaga Gutiérrez
Luis Zarazaga Gutiérrez (1877 en Calatayud, - 1951) fue un ingeniero técnico industrial, propietario agrícola, industrial, empresario y político español.

## Reseña biográfica
Fue Ingeniero Técnico Industrial, propietario agrícola. industrial y empresario en Calatayud.
Presidente y principal accionista de la Plaza de Toros de Calatayud.
Miembro del Partido Radical.
Diputado Provincial en representación del distrito Calatayud-Ateca.
Del 06 de julio de 1935 al 07 de marzo de 1936 fue Presidente de la Diputación Provincial de Zaragoza.

| Predecesor: Luis Orensanz Moliné | Presidente de la Diputación Provincial de Zaragoza 06 de julio de 1935 - 07 de marzo de 1936 | Sucesor: Manuel Pérez-Lizano Pérez |